# Breguet (horloge)

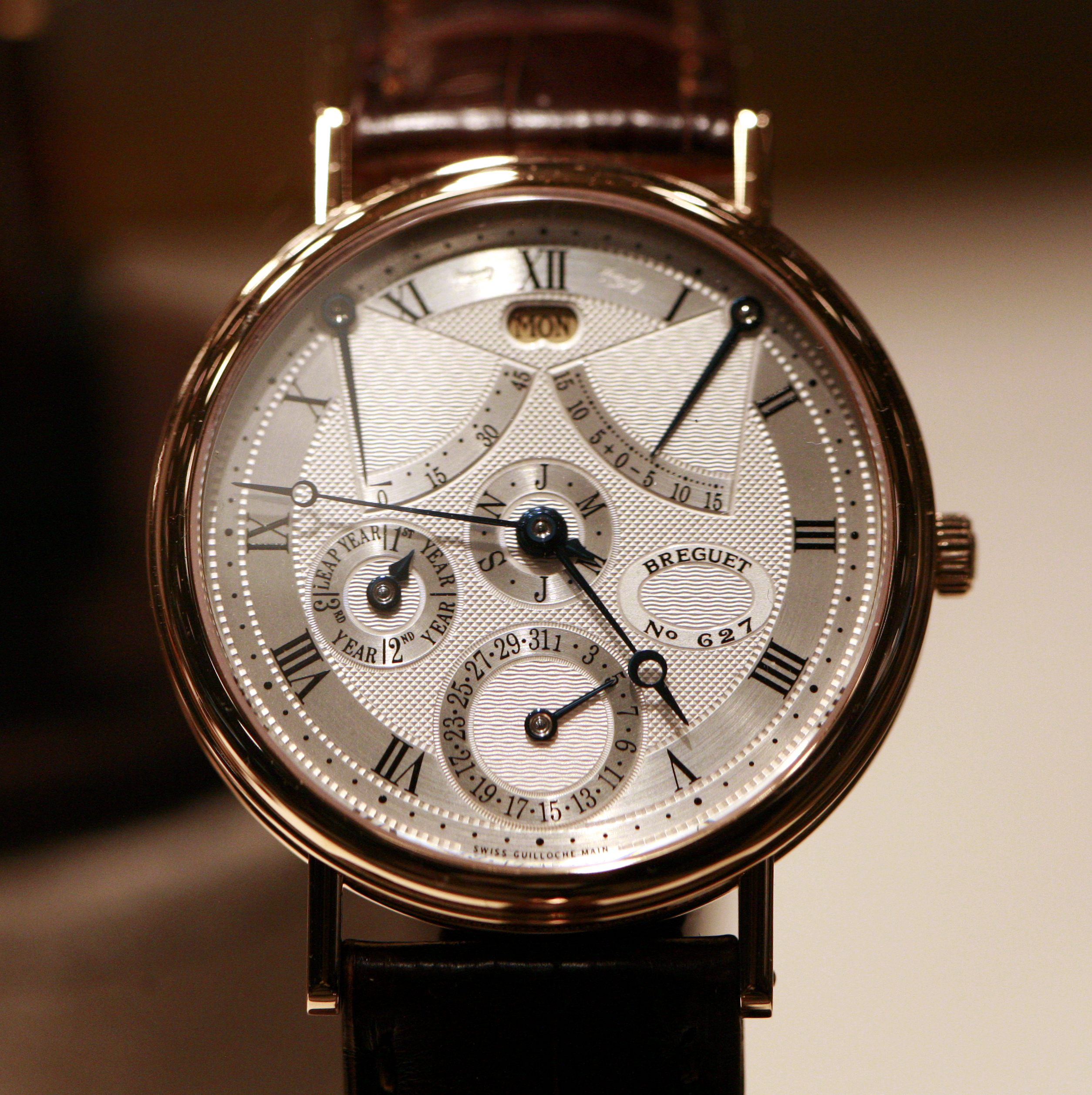
Polshorloge Breguet No 627 met "guilloché"-patronen

Breguet is een van oorsprong Frans horlogemerk, waarvan het hoofdkwartier is gevestigd in Zwitserland. Het merk werd opgericht door Abraham Louis Breguet in Parijs in 1775. Sinds 1999 is Breguet onderdeel van de Swatch Group en worden de horloges vervaardigd in het Zwitserse L'Abbaye in het district Jura-Nord vaudois (tot 2007: La Vallée) in het kanton Vaud.
Het is een van de oudste overlevende horlogemerken en het merk was vaak een pionier bij de ontwikkeling en introductie van verschillende technologieën op het gebied van horloges en uurwerken. Hun ongetwijfeld bekendste uitvinding is het tourbillon, in 1795 uitgevonden door Abraham Louis Breguet zelf. Ook introduceerde het merk 's werelds eerste polshorloge.